# Matallana de Torío
Matallana de Torío é um município da Espanha na província de León, comunidade autónoma de Castela e Leão, de área  km² com população de 1462 habitantes (2007) e densidade populacional de 20,79 hab/km².

## Demografia
| Variação demográfica do município entre 1991 e 2004 | Variação demográfica do município entre 1991 e 2004 | Variação demográfica do município entre 1991 e 2004 | Variação demográfica do município entre 1991 e 2004 |
| --------------------------------------------------- | --------------------------------------------------- | --------------------------------------------------- | --------------------------------------------------- |
| 1991                                                | 1996                                                | 2001                                                | 2004                                                |
| 2035                                                | 1778                                                | 1624                                                | 1538                                                |